# Џети (Монтана)
Џети (енгл. Jette) насељено је место без административног статуса у америчкој савезној држави Монтана.

## Демографија
По попису из 2010. године број становника је 253, што је 14 (-5,2%) становника мање него 2000. године.
| Група             | 2000.       | 2010.       |
| Белци             | 243 (91,0%) | 218 (86,2%) |
| Афроамериканци    | 0 (0,0%)    | 0 (0,0%)    |
| Азијати           | 0 (0,0%)    | 2 (0,8%)    |
| Хиспаноамериканци | 8 (3,0%)    | 3 (1,2%)    |
| Укупно            | 267         | 253         |